# Bill Thomson
Bill Thomson (né le 23 mars 1914 à Troon et mort le 6 août 1993) est un joueur canadien de hockey sur glace. Lors des Jeux olympiques d'hiver de 1936, il remporte la médaille d'argent,,.

## Palmarès
- Médaille d'argent aux Jeux olympiques de Garmisch-Partenkirchen en 1936